# Charminus natalensis
Charminus natalensis là một loài nhện trong họ Pisauridae.
Loài này thuộc chi Charminus. Charminus natalensis được George Newbold Lawrence miêu tả năm 1947.